# Atentado contra policías de Lakewood de 2009
El atentado contra policías de Lakewood tuvo lugar el 29 de noviembre de 2009, cuando cuatro agentes de policía de Lakewood, Washington fueron fatalmente heridos en la ahora cerrada cafetería Forza Coffee Co., que estaba ubicada en la 11401 Steele Street South en el área no incorporada de Parkland del condado de Pierce, Washington. Un hombre armado, identificado posteriormente como Maurice Clemmons, entró en la cafetería, disparó contra los agentes cuando se sentaron a trabajar en sus computadoras portátiles para la preparación de sus turnos, y luego se dio a la fuga. Después de una persecución de dos días que se extendió por varias ciudades de la región de Puget Sound, el hombre armado fue muerto a tiros por un agente del Departamento de Policía de Seattle en el sur de Seattle después de rechazar la orden de detenerse.
Se cree que el atentado fue un ataque dirigido contra agentes de policía, y se produjo menos de un mes después del asesinato de Timothy Brenton, un agente de la policía de Seattle, en circunstancias similares cerca de 65 kilómetros al norte. Otro tiroteo que involucró a agentes del condado de Pierce se produjo tres semanas después en Eatonville, el 21 de diciembre, cuando dos agentes fueron baleados y heridos en estado crítico (uno murió más tarde de sus heridas) por un hombre, que luego fue muerto a tiros. Se cree que es el ataque más mortífero hacia las fuerzas de la ley en el estado de Washington, y en aquel momento el ataque más mortífero hacia las fuerzas de la ley en los Estados Unidos desde los tiroteos del 21 de marzo de 2009 que dejaron cuatro agentes de policía de Oakland, California muertos. Los cuatro eran los primeros agentes de la policía de Lakewood en ser muertos en acto de servicio desde la creación del departamento en 2004.
Aunque Clemmons fue muerto por la policía, otras seis personas fueron imputadas en relación con los asesinatos. Los seis son amigos y familiares de Clemmons, que le ayudaron a escapar de la escena y eludir captura. Uno fue condenado en junio de 2010 y sentenciado a cinco años de prisión. En diciembre de 2010, tres de los cuatro sospechosos acusados fueron declarados culpables de prestar asistencia penal. En mayo de 2011, Darcus Allen, el conductor de huida y el sospechoso restante, fue declarado culpable de cuatro cargos de asesinato y condenado a 420 años de prisión el mes siguiente. Las condenas fueron posteriormente revocadas en apelación debido a la mala conducta de la fiscalía del condado de Pierce.

## Antecedentes
El atacante fue identificado como Maurice Clemmons, de 37 años de edad, originario de Marianna, Arkansas. Clemmons tenía un historial criminal violento, con al menos cinco condenas por delitos graves en Arkansas y ocho cargos de delito grave en Washington. En 2000, Clemmons tuvo su condena de 95 años de prisión por robo agravado conmutada por el entonces gobernador de Arkansas Mike Huckabee y se trasladó al oeste de Washington en 2004. En la primavera de 2009, Clemmons fue acusado de violación de una niña y de agresión en tercer grado a un oficial de policía por golpear a un agente del alguacil del condado de Pierce en la cara durante un enfrentamiento, y fue liberado de la cárcel por esos cargos después de pagar una fianza de $ 150 000 una semana antes del tiroteo.
Clemmons fue detenido por última vez antes del tiroteo el 1 de julio de 2009, por no presentarse en la corte. El 23 de noviembre de 2009, Clemmons pagó $ 15 000 para que una fianza de $ 190 000 sea financiada por una agencia de fianzas con sede en Chehalis para asegurar su liberación. Otras dos agencias de fianzas habían rechazado a Clemmons sobre la base de su historial de no aparecer en la corte.
Clemmons no se puso en contacto con su oficial de correcciones de la comunidad dentro de las 24 horas de su liberación como es requerido, pero no se hizo nada en respuesta. El 26 de noviembre de 2009, menos de una semana después de que Clemmons pagó su fianza, durante una reunión de Acción de Gracias en la casa de la tía de Clemmons, Clemmons dijo a varias personas que estaba enojado por sus problemas legales en el condado de Pierce y que tenía previsto utilizar una pistola para matar a oficiales de policía y otras personas, incluyendo niños en edad escolar. Mostró un arma de fuego a las personas en la habitación y les dijo que tenía otras dos en su coche y hogar. Clemmons dijo que planeaba activar una alarma al quitarse un monitor de tobillo ordenado por la corte, entonces él le dispararía a los agentes de policía que respondieran al venir a su casa. Al describir el asesinato planificado, Clemmons dijo, «Toc, toc, toc, boom!». Darcus Allen, un asesino convicto que anteriormente estuvo en una prisión de Arkansas con Clemmons, estuvo supuestamente presente en la conversación. También en Acción de Gracias, Clemmons cortó un monitor de GPS que su agencia de fianzas había asegurado en el tobillo. El 28 de noviembre, Clemmons mostró dos armas de mano a sus amigos Eddie y Douglas Davis y les dijo que planeaba disparar a agentes de policía con ellas; el intercambio fue presenciado por el medio hermano de Clemmons, Rickey Hinton, con quien compartía una casa. Durante el intercambio, Clemmons bailó con las armas de fuego en sus manos, diciendo ser Lucifer. Les dijo a los hombres que había intentado dos veces ir a una estación de policía de Tacoma, donde tenía previsto entrar y empezar a disparar. La primera vez la estación estaba cerrada, y la segunda vez tuvo un neumático desinflado en el camino, Clemmons afirmó. También habló de detenerse en una intersección concurrida o una escuela y disparar a la gente allí.

## Incidente

### Tiroteo
En la mañana del domingo 29 de noviembre del 2009, los cuatro agentes estaban trabajando en sus computadoras portátiles antes del comienzo de su turno en el interior de la cafetería Forza Coffee Company en los alrededores de Parkland, adyacente a la Base de la Fuerza Aérea McChord. Los cuatro estaban de uniforme, armados y con chalecos antibalas. Clemmons condujo una camioneta blanca a la casa de Allen, a continuación, Allen lo condujo hasta pasar delante de la cafetería. Después de ver los coches patrulla de la policía en el estacionamiento, Allen retrocedió hasta la cafetería y aparcó cerca. Algunos informes de testigos dijeron que Clemmons estacionó su camioneta en un puesto de lavado de coches en la cafetería y pretendió lavar el vehículo, pero que nunca abrió la manguera.
Aproximadamente a las 8:15 a. m. (GMT-8), Clemmons entró en la cafetería, se acercó al mostrador, se dio la vuelta y abrió fuego contra los cuatro oficiales sentados con una pistola semiautomática Glock 17 de 9 mm. También llevaba un revólver Smith & Wesson calibre .38 Special. El sargento Mark Renniger y la oficial Tina Griswold murieron mientras estaban sentados en sus sillas, ambos de un tiro en la cabeza. El oficial Ronald Owens recibió un disparo en el cuello cuando se levantó y trató de sacar su arma. El oficial Greg Richards logró luchar contra Clemmons y disparó su arma, hiriendo a Clemmons en el abdomen, antes de sucumbir a un disparo en la cabeza. Clemmons luego robó la Glock de Richards antes de huir de la escena. Clemmons fue entonces visto entrar en un vehículo que huyó de la escena. Ninguno de los dos empleados de la cafetería ni los otros clientes de la misma fueron heridos, y no fue tomado dinero de la caja registradora. Los investigadores dijeron que el asesinato fue un ataque dirigido contra agentes de policía en general, ya que ninguno de los cuatro agentes fueron atacados de forma individual y se descartó el robo como móvil. Clemmons regresó a la camioneta y Allen lo condujo fuera de allí. Allen dijo más tarde a los detectives que se detuvo en una intersección y abandonó a Clemmons y a la camioneta, afirmando que «no quería formar parte de esto». Sin embargo, la policía más tarde discutió esta afirmación y dijo que no había evidencia de que Allen abandonó el vehículo.

### Cacería humana
Por la tarde después de los disparos, el sheriff del condado de Pierce identificó a Maurice Clemmons, que tenía una larga historia criminal en Arkansas y Washington, como el presunto asesino. La policía confirmó que Clemmons había recibido un disparo en el abdomen durante el ataque, y aconsejó a los hospitales prestar atención hacia personas que ingresen con heridas de bala.
En las últimas horas de la tarde del 29 de noviembre, la policía de Seattle dijo creer que tenían a Clemmons rodeado en una casa en la zona de Leschi. Junto con apoyo aéreo proporcionado por la Oficina del Sheriff del Condado de King, los equipos SWAT de la Oficina del Sheriff del Condado de King, el Departamento de Policía de Seattle, el Departamento de Policía de Tacoma, y otros organismos entraron en la casa después de un enfrentamiento de doce horas, pero no encontraron a nadie en su interior. Más temprano en el día, la policía de Tacoma sirvió una orden de registro en una casa de Tacoma perteneciente a una «persona de interés» y recogió evidencia. Una cacería humana intensa se produjo, y la policía de las agencias de Pierce y el condado de King realizaron búsquedas en el campus de la Universidad de Washington, el parque Rizal y en Renton, ninguna de las cuales encontraron al sospechoso. Ayudantes del Sheriff del Condado de King y soldados de la Patrulla Estatal de Washington, actuando sobre una pista, también estaban llevando a cabo la vigilancia y yendo de puerta en puerta en los hogares de la zona del Snoqualmie Pass, 80 km al este de Seattle. Una fuente declaró que Clemmons iba a ser dejado en Snoqualmie Pass para ser entregado a otra persona para escapar de la región. Después de horas de investigación, la búsqueda fue suspendida. La pista había sido una de los miles dadas a las fuerzas del orden locales. Sospechosos en la fuga de Clemmons más tarde admitieron que las pistas falsas fueron dadas para desviar a los funcionarios.

### Muerte de Clemmons
Alrededor de las 2:45 a. m. el 1 de diciembre, el oficial de policía de Seattle Benjamin L. Kelly estaba de patrulla en el sur de Seattle y se encontró con un Acura Integra 1990 estacionado en la calle en 44th Place South and South Kenyon Street, sin ocupantes, con su capó elevado y el motor en marcha. Kelly pasó el número de matrícula del vehículo y determinó que había sido robado unas dos horas antes. Mientras estaba sentado en su coche patrulla llenando el papeleo en relación con el vehículo robado, Kelly se dio cuenta de que una persona con la descripción de Clemmons se acercaba por detrás, primero caminando sobre la acera y luego en el medio de la calle. La policía estatal afirmó que Kelly se enfrentó a Clemmons y le ordenó detenerse y mostrar sus manos, pero Clemmons en su lugar comenzó a huir del vehículo descompuesto y «llevó su mano hacia el área de la cintura y se movió» mientras Kelly sacaba su arma reglamentaria. Kelly disparó tres tiros a Clemmons, seguido de otros cuatro disparos mientras se alejaba corriendo, impactándolo al menos dos veces. Clemmons logró llegar a la acera y se desplomó boca abajo en una pasarela que conduce a una casa en Kenyon Street. Kelly luego se retiró detrás de su coche patrulla, recuperó su escopeta, y pidió refuerzos. En unos momentos, la policía de Seattle pululaba la escena y un equipo de oficiales se acercaron al caído Clemmons, lo esposaron y lo arrastraron fuera de la casa. Médicos del Departamento de Bomberos de Seattle respondieron y pronunciaron a Clemmons muerto en el lugar. La policía de Seattle identificó más tarde al sospechoso fallecido como Clemmons. Según se afirma, llevaba un arma de fuego que fue identificada por el rastreo del número de serie como perteneciente a Greg Richards, la cuarta y última víctima de los disparos en la cafetería. Clemmons también tenía una herida de bala en su abdomen que había sido rellenada con algodón y gasa y sellada con cinta adhesiva, que la policía determinó sostuvo en el tiroteo en Parkland.
En el momento de la muerte de Clemmons, la policía estaba ofreciendo una recompensa de $ 145 000 por información que condujera a su arresto.

## Víctimas

Localización de Parkland en el condado de Pierce.

Los cuatro agentes habían estado con el Departamento de Policía de Lakewood desde su creación. Ellos fueron los siguientes:
- Sargento Mark Renninger, de 39 años, trece años de experiencia en aplicación de la ley, murió de una herida de bala en la cabeza.[25]
- Oficial Ronald Owens, de 37 años, doce años de experiencia de aplicación de la ley, de Puyallup, murió de una herida de bala en el cuello.[25]
- Oficial Tina Griswold, de 40 años, catorce años de experiencia en aplicación de la ley, murió de una herida de bala en la cabeza.[25]
- Oficial Greg Richards, de 42 años, ocho años de experiencia de aplicación de la ley, de Graham, murió de una herida de bala en la cabeza.[25]

## Armas
Las autoridades federales corrieron rastros de la Glock 17 de 9 mm y el revólver Smith & Wesson calibre .38 Special:
- La Glock fue adquirida en junio de 2005 en una casa de empeño de Renton, Washington, Ben's Loan Inc. El comprador informó la pistola como robada en marzo de 2006, después de que su coche fue irrumpido en un garaje de estacionamiento en el centro de Seattle en Second Avenue and James Street.
- El revólver Smith & Wesson fue enviado en 1981 al (ahora cerrado) Police Arms and Citizen Supply en Lakewood, Colorado, pero a partir de ese momento, no se encontraron más datos.[22]

## Consecuencias

### Cómplices
Para el 2 de diciembre de 2009, seis individuos fueron detenidos y acusados de proporcionar asistencia a Clemmons antes y después del tiroteo. Uno de los seis – Darcus Allen, que ya era prófugo en relación con un robo de un banco en Arkansas – cumplió condena con Clemmons en una prisión de Arkansas y se cree que fue el conductor de huida de Clemmons. Los otros cinco fueron acusados de proporcionar asistencia a Clemmons, como trasladarlo a varios lugares, proporcionarle teléfonos celulares y dinero, hacer los arreglos para que él huyera del estado, y tratamiento de la herida de bala sufrida en el tiroteo en Parkland, todo ello con pleno conocimiento del crimen que había cometido. En junio de 2010, la hermana de Clemmons fue condenada a cinco años de prisión por actuar como conductora de huida después de los disparos. Más tarde, en diciembre, tres de los otros cuatro sospechosos fueron condenados. El 14 de enero de 2011, la jueza superior del condado de Pierce, Stephanie Arend, condenó a los cómplices Eddie Lee Davis a 10 años, cinco meses; Douglas Edward Davis a siete años, seis meses; y Letrecia Nelson a seis años, dos meses en una prisión estatal.
En mayo de 2011, Allen, el sospechoso restante, fue hallado culpable de cuatro cargos de asesinato. Fue condenado a 420 años de prisión el mes siguiente. En enero de 2015, el Tribunal Supremo de Washington revocó su condena y ordenó un nuevo juicio, citando mala conducta fiscal.

### Políticas
Mike Huckabee recibió críticas a nivel nacional por su papel en la liberación de Clemmons de prisión en 2000. La noche de los disparos, Huckabee emitió un comunicado tratando de desviar parte de la responsabilidad por la liberación de Clemmons a la junta de libertad condicional que le liberó y el sistema de justicia criminal que Huckabee dijo en repetidas ocasiones no pudo manejarlo correctamente. En su declaración, Huckabee dijo: «En caso de que se encontrara que es responsable de esta horrible tragedia, será el resultado de una serie de fracasos en el sistema de justicia criminal, tanto en Arkansas como en el estado de Washington». Huckabee, que era considerado un favorito para la nominación presidencial del Partido Republicano en 2012, afirmó que la situación se utilizó como arma política contra él. Clemmons ha sido comparado con Willie Horton, un criminal convicto que recibió una excedencia de una cárcel de Massachusetts en 1986, pero nunca regresó y cometió crímenes más violentos varios meses después. El caso Horton fue tomado en cuenta en la campaña presidencial de 1988 del candidato del Partido Demócrata Michael Dukakis, que era gobernador de Massachusetts en aquel tiempo y apoyaba el programa de excedencia. Timothy Egan, escritor de opinión de The New York Times, dijo del papel de Huckabee en la liberación de Clemmons, «Si este caso no hunde las aspiraciones presidenciales de Huckabee ... debería».
En su libro sobre el tiroteo, The Other Side of Mercy, Jonathan Martin de The Seattle Times escribió que Huckabee aparentemente no revisó el archivo de prisión de Clemmons, que era «de espesor con actos de violencia e indicaciones de ausencia de rehabilitación». Martin también sugirió que Huckabee no garantizó que el plan posterior a la liberación de Clemmons fuera «sólido, o incluso formado de hechos». En un artículo para el Times, Martin escribió que si Huckabee se tomaba en serio su candidatura a presidente en 2016, «tendrá que responder a su problema Maurice Clemmons».
El incidente también ha llevado a algunos profesores universitarios, criminólogos, y abogados a especular que los gobernadores de los Estados Unidos serán más reacios a conceder indultos a criminales convictos, con el fin de evitar la publicidad negativa que enfrentaron Dukakis y Huckabee en los casos Horton y Clemmons, respectivamente.

### Servicio en memoria de los oficiales
Un servicio conmemorativo público para los cuatro agentes muertos se llevó a cabo el 8 de diciembre de 2009 en el Tacoma Dome. El día comenzó con una procesión de 15 km de la Base de la Fuerza Aérea McChord, pasando por la estación de policía de Lakewood, al Tacoma Dome. Más de 2 000 policías y vehículos de bomberos de más de 150 diferentes organismos de seguridad y de bomberos participaron en la procesión, que tardó cinco horas en completarse. Más de 20 000 personas, en su mayoría de las comunidades de las fuerzas de la ley y extinción de incendios, asistieron al servicio en el Tacoma Dome. Agentes de policía de lugares tan lejanos como Nueva York y Boston, así como un gran contingente de agentes de la Policía Montada del Canadá, estuvieron presentes. El alcalde y el jefe de policía de Lakewood dieron declaraciones en el servicio, seguido de encomios por las familias, amigos y colegas de los cuatro agentes. La gobernadora de Washington, Christine Gregoire también habló, diciendo: «Los recordaremos hoy. Los recordaremos siempre». El servicio concluyó con una grabación de un despachador de la policía intentando llamar a cada oficial sin respuesta, y el despachador declarando a cada oficial como «ido pero no olvidado». Los restos de los oficiales fueron enterrados en ceremonias privadas por sus familias individuales.
Desde un punto de vista logístico, los organismos que se prepararon para los servicios fúnebres esperaban que 20 000 agentes del orden aparecieran en el servicio. Un millar de vehículos de policía y de emergencia se establecieron para seguir a las familias de las víctimas en el Tacoma Dome. Cincuenta personas de varias agencias públicas trabajaron para que el evento se produzca sin problemas. Jody Woodcock, un administradora de programas del Departamento de Manejo de Emergencias del condado de Pierce, dijo que las agencias planificaron que el evento parezca haberse preparado fácilmente y que las autoridades tienen la intención de «cuidar de todos los detalles para que las familias y las fuerzas de la aplicación de la ley de la comunidad no tiene que pensar en ellos». Rob Carson de The (Tacoma) News Tribune dijo, «Desde el punto de vista logístico, el evento es asombroso en su complejidad». Alaska Airlines dio billetes de avión a miembros de la familia que iban al evento y volaban al Aeropuerto Internacional de Seattle-Tacoma de otros estados. La Cruz Roja Americana donó alimentos y agua para el evento.